# Teucholabis simplex
Teucholabis simplex är en tvåvingeart som först beskrevs av Christian Rudolph Wilhelm Wiedemann 1828.  Teucholabis simplex ingår i släktet Teucholabis och familjen småharkrankar. Inga underarter finns listade i Catalogue of Life.